# فرد باير
فرد باير (بالإنجليزية: Fred Baer)‏ هو لاعب كرة قدم أمريكية أمريكي، ولد في 2 يوليو 1932، وتوفي في 21 مارس 2007.